# Teide 1
Teide 1 est une naine brune de l'amas ouvert des Pléiades, située à une distance d'environ 430 années-lumière de la Terre dans la constellation zodiacale du Taureau. Confirmée en 1995, elle est la première naine brune jamais observée.

## Désignations
Teide 1 est ainsi désignée d'après le Teide, le volcan de l'île de Tenerife sur lequel est situé l'observatoire astronomique qui l'a détectée.
Elle est aussi connue comme BPL 137 et NPL 39 ainsi que 2MASS J03471792+2422317 et UGCS J034717.92+242231.6.

## Découverte
Teide 1 est détectée par Rafael Rebolo, María R. Zapatero-Osorio et Eduardo L. Martín sur des images optiques obtenues, en janvier 1994, avec le télescope de 0,80 mètre de diamètre (IAC-80) de l'Institut d'astrophysique des Canaries situé à l'observatoire du Teide sur l'île de Tenerife. Sa nature froide est confirmée en décembre 1994 avec le télescope William-Herschel (WHT) de l'observatoire du Roque de los Muchachos à La Palma. Elle est alors le plus froid des objets connus. Le 22 mai 1995, l'article rapportant sa découverte est soumis à la revue Nature qui le publie le 14 septembre 1995. Entretemps, un objet similaire, Calar 3, a été découvert. La nature de naine brune de Teide 1 et Calar 3 est confirmée en 1996 à la suite d'observations spectroscopiques avec le télescope de 10 mètres de diamètre de l'observatoire W. M. Keck du Mauna Kea sur l'île d'Hawaï.

## Caractéristiques
Teide 1 est une naine brune de type spectral M8 dont la luminosité (log L / L☉) est d'environ −3,24 ± 0,04 dex et la température effective (Teff) est d'environ 2 584 ± 100 K. Sa masse est d'environ 0,052 masse solaire.
Elle est à peine âgée de 120 millions d'années, et sa température de surface est estimée à environ 2 600 kelvins.